# Nops anisitsi
Espèce
Nops anisitsi est une espèce d'araignées aranéomorphes de la famille des Caponiidae.

## Distribution
Cette espèce est endémique du Paraguay.

## Étymologie
Cette espèce est nommée en l'honneur de Johann Daniel Anisits.

## Publication originale
- Strand, 1909 : Eine neue zweiäugige Spinne. Entomologische Rundschau, vol. 26, p. 47-48 (texte intégral).